# Karbinoksamina
Karbinoksamina (łac. carbinoxaminum) – organiczny związek chemiczny, lek przeciwhistaminowy, antagonista receptora H1 I generacji, a więc nieselektywny o słabym działaniu uspokajającym, przeciwwymiotnym i przeciwcholinergicznym. Ma działanie krótkotrwałe.

## Wskazania
- ostry nieżyt nosa
- skórne odczyny alergiczne: wyprysk, pokrzywka
- obrzęk naczynioruchowy
- alergiczne zapalenie spojówek
- choroby alergiczne układu oddechowego: katar sienny, astma oskrzelowa
- choroby alergiczne układu pokarmowego
- pyłkowica

## Działania niepożądane
Objawy alergiczne, wymioty, biegunka, brak łaknienia, suchość błony śluzowej w jamie ustnej, zaburzenia widzenia, bóle i zawroty głowy, senność, osłabienie, otępienie, u dzieci mogą wystąpić drgawki i nadmierne pobudzenie, a nawet gorączka.

## Preparaty
- Rhinopront – zawiesina, tabletki